# Triolet à Philis
Triolet à Philis, ou Zéphyr, est une mélodie pour voix et piano de Claude Debussy composée en 1881 sur un poème de Théodore de Banville.

## Présentation
Triolet à Philis est composé lors d'un séjour à Rome en novembre 1881 sur un texte de Théodore de Banville (poème dans le recueil Les Stalactites, livre III, En habit zinzolin, no II),.
L'incipit de l'œuvre est : « Si j'étais le zéphyr ailé ».
Le poème est un triolet, forme poétique de huit vers avec deux rimes. Musicalement, Debussy « suit la forme poétique avec un certain dépouillement que seule interrompt une ritournelle dans l'aigu du piano précédant le retour du même vers « Si j'étais le Zéphyr ailé » ».
La mélodie est publiée sous le titre de « Zéphyr » en 1932 par Schott, Mayence, avec une traduction anglaise et allemande du texte.
Le manuscrit qui a servi à l'édition, qui faisait partie des manuscrits que possédait Alexandre von Meck, fils de Nadejda von Meck, n'a pas été retrouvé. Un autre manuscrit conservé (Montfavet, collection G. Alphandéry) ne comporte pas, au début de la mélodie, de ritournelle au piano, au contraire de l'édition.
La durée moyenne d'exécution de la pièce est d'une minute trente environ.
Dans le catalogue des œuvres du compositeur établi par le musicologue François Lesure, Triolet à Philis (Zéphyr) porte le numéro L 19 (12).

## Discographie
- Debussy : mélodies de jeunesse, Donna Brown et Stéphane Lemelin, ATMA Classique, 2001.
- Debussy Songs vol. 3, Jennifer France (soprano), Malcolm Martineau (piano), Hyperion Records CDA68016, 2014.
- Claude Debussy : intégrale des mélodies, 4 CD, Liliana Faraon et Magali Léger (sopranos), Marie-Ange Todorovitch (mezzo-soprano), Gilles Ragon (ténor), François Le Roux (baryton), Jean-Louis Haguenauer (piano), Ligia Digital, 2014[6],[7].
- Claude Debussy : The complete works, CD 19, Mady Mesplé (soprano), Dalton Baldwin (piano), Warner Classics, 2018[8].